# RFL Championship 1978-79
El Championship de 1978-79 fue la 84.º edición del torneo de rugby league más importante de Inglaterra.

## Formato
Los equipos se enfrentaron en formato de todos contra todos en condición de local y de visitante, el equipo que terminó en la primera posición al finalizar el torneo se coronó campeón, mientras que los últimos cuatro equipos descendieron.
Se otorgaron 2 puntos por cada victoria, 1 por el empate y 0 por la derrota.

## Desarrollo

### Tabla de posiciones
| Pos. | Equipo               | Encuentros | Encuentros | Encuentros | Encuentros | Tantos | Tantos | Puntos |
| Pos. | Equipo               | PJ         | PG         | PE         | PP         | F      | C      | Puntos |
| ---- | -------------------- | ---------- | ---------- | ---------- | ---------- | ------ | ------ | ------ |
| 1    | Hull Kingston Rovers | 30         | 23         | 0          | 7          | 616    | 344    | 46     |
| 2    | Warrington Wolves    | 30         | 22         | 0          | 8          | 521    | 340    | 44     |
| 3    | Widnes Vikings       | 30         | 21         | 2          | 7          | 480    | 322    | 44     |
| 4    | Leeds Rhinos         | 30         | 19         | 1          | 10         | 555    | 370    | 39     |
| 5    | St Helens RFC        | 30         | 16         | 2          | 12         | 485    | 379    | 34     |
| 6    | Wigan Warriors       | 30         | 16         | 1          | 13         | 484    | 411    | 33     |
| 7    | Castleford Tigers    | 30         | 16         | 1          | 13         | 498    | 469    | 33     |
| 8    | Bradford Northern    | 30         | 16         | 0          | 14         | 523    | 416    | 32     |
| 9    | Workington Town      | 30         | 13         | 3          | 14         | 378    | 345    | 29     |
| 10   | Wakefield Trinity    | 30         | 13         | 1          | 16         | 382    | 456    | 27     |
| 11   | Leigh Centurions     | 30         | 13         | 1          | 16         | 406    | 535    | 27     |
| 12   | Salford Red Devils   | 30         | 11         | 2          | 17         | 389    | 435    | 24     |
| 13   | Barrow Raiders       | 30         | 9          | 2          | 19         | 368    | 536    | 20     |
| 14   | Featherstone Rovers  | 30         | 8          | 1          | 21         | 501    | 549    | 17     |
| 15   | Rochdale Hornets     | 30         | 8          | 0          | 22         | 297    | 565    | 16     |
| 16   | Huddersfield Giants  | 30         | 7          | 1          | 22         | 314    | 725    | 15     |

|  | Campeón.                      |
|  | Desciende a segunda división. |

| Bandera de Inglaterra        |
| Campeón Hull Kingston Rovers |
| Tercer título                |